# Бренья-Альта
Бренья-Альта (ісп. Breña Alta) — муніципалітет в Іспанії, у складі автономної спільноти Канарські острови, у провінції Санта-Крус-де-Тенерифе, на острові Ла-Пальма. Населення — 7347 осіб (2010).
Муніципалітет розташований на відстані близько 1830 км на південний захід від Мадрида, 150 км на захід від Санта-Крус-де-Тенерифе.
На території муніципалітету розташовані такі населені пункти: (дані про населення за 2010 рік)
- Ботасо: 369 осіб
- Бренья: 521 особа
- Буенавіста-де-Абахо: 557 осіб
- Буенавіста-де-Арріба: 572 особи
- Ла-Куеста: 693 особи
- Лас-Ледас: 433 особи
- Ель-Льяніто: 683 особи
- Міранда: 735 осіб
- Сан-Педро-де-Бренья-Альта: 2784 особи

## Демографія
Динаміка населення (INE ):

## Галерея зображень

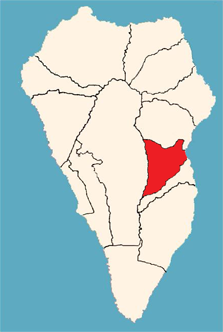
Розташування муніципалітету на острові Ла-Пальма